# Rectoria (Sant Quirze de Besora)
La Rectoria és una obra de Sant Quirze de Besora (Osona) inclosa a l'Inventari del Patrimoni Arquitectònic de Catalunya.

## Descripció
Construcció de planta quadrangular, amb teulada de quatre vessants i dos pisos amb golfes. Té l'accés a la part del sud, on hi ha una gran entrada en la que hi ha l'escala que condueix al primer pis, destinat a residència. A la part de llevant, als nivells del primer i segon pis hi ha una galeria amb arcades. La planta baixa, als costats de llevant, tramuntana i ponent, es troba envoltada de terres, el nivell de les quals és més elevat que les del carrer, de tal manera que la casa és envoltada d'un hort-jardí al qual s'hi accedeix des del primer pis.

## Història
Aquest edifici va ser concebut com a Casa rectoral des dels seus inicis, a finals del segle xix (1890), i la seva estructura original no ha sofert massa modificacions estructurals. Des dels seus inicis fins a l'actualitat ha acomplert aquesta missió. Durant el període de la Guerra civil no va ser objecte de destrosses importants, com sí ho fou l'església, encara que sí perdé l'arxiu parroquial conservat fins aquelles dates.